# Вайденберг
Вайденберг (нем. Weidenberg) — ярмарочная община в Германии, в Республике Бавария. Подчиняется административному округу Верхняя Франкония. Входит в состав района Байройт. Население составляет 6347 человек (на 31 декабря 2010 года). Занимает площадь 68,91 км². Местные регистрационные номера транспортных средств (коды автомобильных номеров) (нем. Kraftfahrzeugkennzeichen) — BT. Община подразделяется на 52 сельских округа.

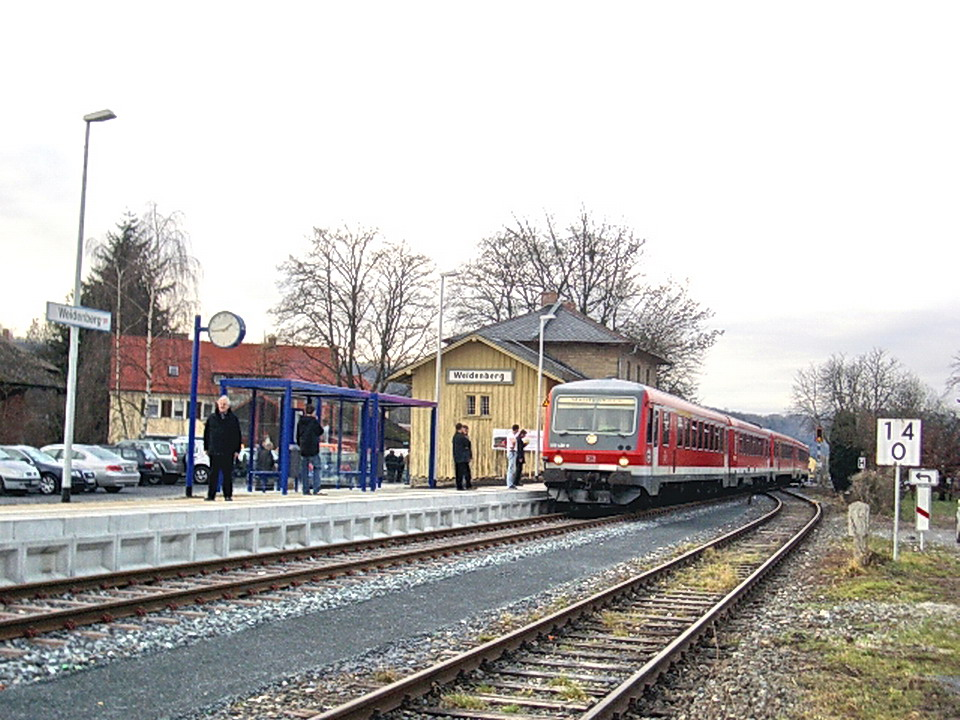
Станция Вайденберг

## Население
По оценке на 31 декабря 2015 года население общины Вайденберг составляет 5995 чел. 

| Дата      | 1840 | 1871 | 1900 | 1925 | 1939 | 1950 | 1961 | 1970 | 1987 | 2011 |
| --------- | ---- | ---- | ---- | ---- | ---- | ---- | ---- | ---- | ---- | ---- |
| Население | 4221 | 4356 | 3801 | 3481 | 3348 | 5151 | 5085 | 5170 | 5489 | 6141 |

| Год       | 1960 | 1970 | 1980 | 1990 | 2000 | 2009 | 2010 | 2011 | 2012 | 2013 | 2014 | 2015 |
| --------- | ---- | ---- | ---- | ---- | ---- | ---- | ---- | ---- | ---- | ---- | ---- | ---- |
| Население | 5079 | 5201 | 5381 | 5920 | 6727 | 6392 | 6347 | 6141 | 6091 | 6056 | 5993 | 5995 |